# 里普利鎮區 (印地安納州拉什縣)
里普利鎮區（英語：Ripley Township）是位於美國印地安納州拉什縣的一個行政鎮區。

## 地方資料
根據2010年美國人口普查的數據，里普利鎮區的面積為92.90平方千米，當中陸地面積為92.40平方千米，而水域面積為0.50平方千米。當地共有人口2156人，而人口密度為每平方千米23.21人。